# Brachypogon borkenti
Brachypogon borkenti är en tvåvingeart som beskrevs av Gustavo R. Spinelli och Cazorla 2004. Brachypogon borkenti ingår i släktet Brachypogon och familjen svidknott. Inga underarter finns listade i Catalogue of Life.